# Шомберг (Иллинойс)
Шо́мберг (англ. Schaumburg, МФА /ʃɔːmbərɡ/) — деревня в округах Кук и Ду-Пейдж, на северо-востоке штата Иллинойс (США). Находится в 48 км к северо-западу от центра Чикаго и в 13 км на северо-запад от Международного аэропорта О’Хара.
В деревне находятся штаб-квартира компании Motorola Solutions и один из двух магазинов IKEA в штате Иллинойс. Здесь расположен также Вудфилд-Молл, пятый по величине торговый центр в США, с более чем 250 магазинами.

## Демография
По данным переписи населения 2000 года в Шомберге проживали 75 386 человек, насчитывалось 31 799 домохозяйств и 19 301 семей. Плотность населения тогда составляла 1531,9 человек на км².
Расовый состав:
- белые — 78,78 %
- афроамериканцы — 3,35 %
- коренные американцы — 0,10 %
- азиаты — 14,19 %
- латиноамериканцы — 5,29 % и др.

В деревне насчитывалось 31 799 домохозяйств, из которых 28,4 % имели детей в возрасте до 18 лет. В 49,9 % домохозяйств проживали супружеские пары, в 8,1 % — женщины без мужей, в 39,3 % — не имели семьи. Средний размер домохозяйства 2,36 человека, семьи — 3,07 человека. На каждые 100 женщин в деревне приходится 91,9 мужчин.
Согласно оценке 2008 года, средний доход на домашнее хозяйство составлял $ 70 454, а средний доход на семью — $ 85 068 в год. Около 4,1 % семей и 5,0 % населения находились ниже черты бедности, из них 7,0 % моложе 18 лет и 5,4 % в возрасте 65 лет и старше.
По переписи 2010 года население уменьшилось до 74 227 человек. Расовый состав населения: 70,4 % — белые, 4,2 % — афроамериканцы, 0,20 % — коренные американцы, 19,8 % — азиаты, 8,8 % — латиноамериканцы.

## История

### Шомберг в XIX веке
Шомберг получил статус деревни 7 марта 1956 года, однако его история начинается гораздо раньше, когда первыми жителями этих мест были индейцы племён сауков, фоксов, потаватоми и кикапу. К середине XIX века первые поселенцы начали прибывать из Германии и восточной части США.
Легенда гласит, что одним из первых поселенцев был Трамболл Кент из Осуиго, штат Нью-Йорк — переселенец из Новой Англии, которых на западе называли Янки. Другой янки, Хорас Уильямс, владел здесь существенной частью земель, но жил в селении Палатин. Эрнст Швин поселился в 1835 году недалеко от места, раньше называвшегося Олд-Шомберг-Сентр. Ещё один ранний поселенец — немец, Иоганн Сандерлейдж. Он был членом группы исследователей округа Кук в 1833 году. Ему так понравились эти места, что после завершения работ он отправился в Европу и перевёз сюда свою семью и друзей из Германии, они поселились в районе ныне известном как Хоффман-Эстейтс в 1836 году. Его дом до сих пор стоит на первоначальном месте.
В 1840 году 56 % домовладений поселения происходили из восточной части США, а 28 % были немецкого происхождения. К 1850 году немцев стало 48 %, а «янки» — 28 %.
К 1870 году Шомберг стал практически полностью немецким, большая часть собственности в посёлке принадлежала немецким иммигрантам или их потомкам. Такое положение продержалось вплоть до Великой депрессии 1930-х годов. Некоторые немецкие фермерские хозяйства были выставлены на продажу и куплены лицами не немецкого происхождения. Тем не менее, немецкий язык был родным языком большинства здешних семей вплоть до 1950 года.
Лютеранская церковь Святого Петра — старейшая община христианской церкви. Ныне музей, так же как и вторая церковь этого собрания. Первое здание было построено в 1847 году, благодаря пастору Фрэнсису Хоффману. Позднее он служил в качестве вице-губернатор штата Иллинойс, после ухода из церковного министерства переехал в штат Висконсин, где работал над опытным хозяйством и редактировал газеты сельскохозяйственной тематики на немецком языке.
Первоначало поселение было известно как Роща Сары или Сара-Гроу. В северо-западной части посёлка был густой лес, названный в честь трёх девушек, чьи семьи жили рядом с ним: Сара МакЧесни, Сара Фрисби и Сара Смит. До 1851 года официальное название было Township 41. В 1850 году жители обсуждали два варианта названия поселка: Лютервилль и Лютербург. В середине обсуждения Фридрих Генрих Нердж, известный немецкий помещик, ударил кулаком по столу и сказал: «Schaumburg schall et heiten!» (Он будет называться Шаумбург!). Название было дано по району Шаумбург в Германии. Большинство немецких поселенцев посёлка были родом из тех мест.
Шомберг процветал с первых дней своего существования. Основным занятием района было земледелие, выращивание картофеля, производство молочных продуктов. В 1858 году здесь появился небольшой рынок. Кроме него работали два магазина, четыре завода по производству сыра, сапожник, портной и кузнец.

### Шомберг в XX веке
В 1900 году в брошюре, подготовленной к 50-летнему юбилею говорится:
Шомберг имеет репутацию реальной модели развития сообщества округа Кук. Кроме того, деревня Шомберг — это пример сообщества для всех других деревень в округе Кук, а также, возможно, и в других округах. Шомберг своевременно платит налоги, поддерживает церкви и школы, располагает лучшими дорогами в этих землях и Шомберг никогда не становился тюрьмой. Наконец, он открыт не только для поселенцев, но и для иностранцев.
В 1925 году О. Д. Дженнингс, основатель крупной компании по производству игровых автоматов, купил здесь дом, в котором он жил с женой до своей смерти в 1953 году. После чего его жена передала в дар деревне этот дом и прилегающие к нему земли парка, в дальнейшем он использовался в качестве здания деревенской администрации до 1971 года.
Относительная изолированность Шомберг была нарушена, когда автомобиль постепенно стал основным видом транспорта в США. Строительство Международного аэропорта О’Хара в 1955 году и платной автомагистрали им. Джейн Аддамс в 1956 году, а также присутствие технических специалистов и бизнесменов компании Pure Oil Company привели к существенному росту пригородов Чикаго. В итоге местность (на тот момент площадью 3,2 км² и населением в 130 человек), известная ныне как даунтаун Шомберга, стала зарегистрированным сообществом и получила статус деревни. Это позволило контролировать дальнейшее развитие деревни.
В 1961 году на деревенском совете принят всеобъемлющий план, согласно которому были защищены от заселения большие участки земли и отведены под нужды промышленности, торговли и офисов, в основном это район Вудфилд и территория вокруг него.
Расширение Шомберга в течение 1960-х годов резко изменило характер сообщества. Он перестал быть сельской общиной. В 1959 году Альфред Кампанелли начал строительство жилого района Уитерсфилд, где сейчас находятся несколько тысяч домов, построенных в 22 этапа в течение двух десятилетий. В общей сложности, Кампанелли построено более 6800 единиц жилья или около 20 % жилого фонда поселения.
В 1968 году Motorola начинает строить здесь свою штаб-квартиру. В это же время кантри-певец Боб Атчер стал президентом Шомберга и оставался им до 1975 года.
К 1970 году население выросло до 18 730. В том же году открылась вторая автомагистраль на востоке деревни, что послужило дополнительным фактором развития этого региона. В следующем году открылся торговый центр Вудфилд-Молл. 
К 1980 году площадь Шомберга увеличилась до 47,4 км², а население до 53 305 жителей. 
В начале и середине 1980-х годов развитие сосредоточено преимущественно на строительстве крупных корпоративных офисных зданий.
К 1990 году темпы развития деревни несколько замедлились, стремительно сокращаются свободные земли под жилую застройку. Численность населения в 1990 году составила 68 586 человек, что на 15 281 больше по сравнению с 1980 годом, к тому времени, было очевидно, что Шомберг практически исчерпал свои земельные ресурсы.
В начале 1990-х годов всемирно известная сеть магазинов товаров для дома IKEA, открыла здесь свой магазин площадью 42 500 м².
В 1994 году деревня выкупила Шомбергский региональный аэропорт у частных владельцев, что стало предметом многочисленных споров с жителями деревни, которые считали это одной из причин высоких налогов. Шомбергский аэропорт используется в основном для частных рейсов, так как рядом находится аэропорт О’Хара.
В 1999 году в Шомберге построен бейсбольный стадион на 7 тыс. мест.

## Экономика
Согласно ежегодному финансовому отчёту, крупнейшими работодателями в 2010 году стали:
| № | Работодатель                  | Сотрудников |
| - | ----------------------------- | ----------- |
| 1 | Motorola                      | 7000        |
| 2 | Торговый центр Woodfield Mall | 4000        |
| 3 | Zurich Financial Services     | 2300        |
| 4 | Школьный округ № 54           | 1933        |
| 5 | IBM                           | 950         |
| 6 | Genworth Financial            | 850         |
| 7 | Comcast                       | 725         |
| 8 | Verizon Wireless              | 625         |